# Libyan Studies Center
Le Libyan Studies Center (Markaz dirasat jihad al-libiyin didda al-ghazw al-itali) est un centre culturel créé en 1978 à Tripoli en Libye. Il possède 100 000 volumes. Depuis 2007 l'autorité générale des affaires islamiques et des dotations revendique le terrain occupé par le bâtiment mettant en difficulté le centre d'études par l'augmentation des loyers.